# Olleros (Huaraz)
Olleros ist eine Ortschaft in der peruanischen Region Ancash. Beim Zensus 2017 wurden 214 Einwohner gezählt. Die Ortschaft liegt am Río Negro ca. 2 km östlich des Río Santa am Westhang der Cordillera Blanca auf einer Höhe von 3450 m.

## Verkehrsverbindungen
- Ein Fahrweg führt, dem Río Negro flussabwärts folgend, nach 2 km zu einer asphaltierten Straße. In nördlicher Richtung erreicht diese Straße nach 22 km Huaraz und in südlicher Richtung nach 5 km den Ort Recuay.

- Ein Fußweg führt über den Yanashallash-Pass (4700 m) zum Ort Chavín (3140 m).